# Deani erdő (kerület)
A Deani erdő (angolul Forest of Dean) önkormányzati kerület (district) Angliában, Gloucestershire megyében. Nevét a Deani-erdő régióról kapta. A kerület tanácsának székhelye Coleford
A kerület más nagyobb városai: Cinderford, Newent and Tidenham.
A kerületet az 1972-es önkormányzati törvény (Local Government Act) hozta létre, összeolvasztva East Dean, Lydney, Newent és West Dean kerületeket és Gloucester kerületből még hozzájuk csatolva Newnham és Westbury-on-Severn civil plébániákat (civil parish).

## Plébániákés települések
- Alvington,	Awre, Aylburton
- Blaisdon, Bromsberrow
- Churcham,	Cinderford, Coleford, Corse
- Drybrook, Dymock
- English Bicknor
- Hartpury, Hewelsfield and Brockweir, Huntley
- Kempley
- Littledean, Longhope, Lydbrook, Lydney,
- Mitcheldean
- Newent, Newland, Newnham
- Oxenhall
- Pauntley
- Redmarley D`Abitot, Ruardean, Rudford and Highleadon, Ruspidge and Soudley
- St. Briavels, Staunton, Staunton Coleford
- Taynton, Tibberton, Tidenham
- Upleadon
- Westbury-on-Severn, West Dean, Woolaston
- Gorsley and Kilcot